# Englancourt
Englancourt is een gemeente met 111 inwoners (2009) gelegen op 167 meter hoogte boven het dal van het riviertje de Oise, ongeveer 15 km ten oosten van Guise in de Thiérache in het departement Aisne.
De gemeente ligt in een wandel- en fietsgebied aan de Axe Vert de Thiérache, een voormalige tot wandelroute getransformeerde spoorlijn met als gîtes ingerichte oude stations.
Het plaatsje wordt gedomineerd door een versterkte kerk (église fortifiée), de Église Saint-Nicolas, daterend uit eind 16e eeuw, die als toevluchtsoord diende voor de bewoners in tijd van oorlog en invasies.
Tot de gemeente behoort tevens het gehucht Rue Lagasse.

## Demografie
Onderstaande figuur toont het verloop van het inwoneraantal van Englancourt vanaf 1962.

Vanwege een beveiligingsprobleem met de MediaWiki Graph-software is het momenteel niet mogelijk deze grafiek weer te geven. Zodra de software is bijgewerkt zal de grafiek vanzelf weer zichtbaar worden.
Bron: Frans bureau voor statistiek. Cijfers inwoneraantal volgens de definitie population sans doubles comptes (zie de gehanteerde definities)

## Foto

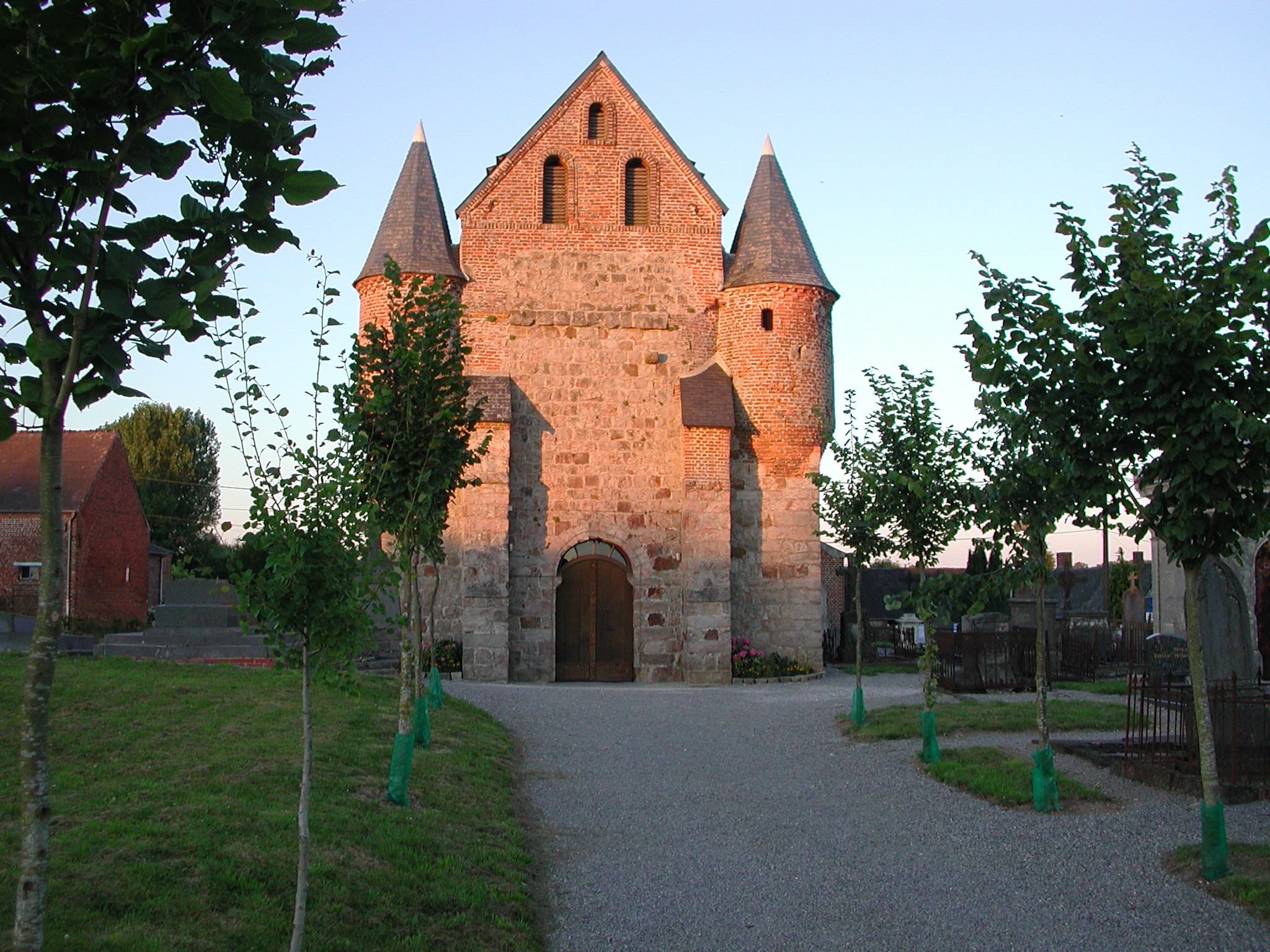
De église Saint-Nicolas te Englancourt

1. ↑  Populations de référence 2022.